# Kula Nonković
Sklop „kula Nonković“ nalazi se u centru mjesta Klek, zapadno uz lokalnu prometnicu. Sastoji se od kule, bivše kapelice sv. Nikole te naplava s bunarom. Kula je građena kao slobodno stojeća zgrada, pravilnog kvadratnog tlocrta, s krovom na četiri vode. Građena je od pravilnih klesanih kamenih kvadara slaganih u redove. Ima tri kata, podrum i potkrovlje. Južno i istočno pročelje svakog kata rastvorena su s po dva prozora u kamenim pragovima s konzolama i puškarnicama. Na potkrovlju, između prozora nalaze se po tri manja mašikula. Ulazna vrata s profiliranim kamenim okvirima nalaze se na zapadnom pročelju. Iznad vratiju je grb obitelji Nonković, koja je izgradila kulu. Unutrašnjost kule je izmijenjena. Drvena međukatna konstrukcija kao i stepenište su zamijenjeni betonskom pločom i stepeništem. Potkrovlje je originalno sačuvano sa ognjištem i manjim pilom. Podrum kule, u koji se ulazi s južne strane, presvođen je kamenim bačvastim svodom. Krov kule pokriven je kupom kanalicom dok su zadnja tri reda krova pokrivena kamenim pločama. Kula je najvjerojatnije sagrađena u 17. stoljeću radi obrane od Osmanlija. Sjeverno od kule nalazi se bivša kapelica sv. Nikole, sagrađena početkom 18. stoljeća. Uz kapelu sa sjeverne strane nalazi se veći naplav u čijem podnožju je bunar s kamenom krunom.

## Zaštita
Pod oznakom Z-7588 zavedeno je kao nepokretno kulturno dobro - pojedinačno, pravna statusa zaštićena kulturnog dobra, klasificirano kao "vojne i obrambene građevine".